# Filtsvärting
Filtsvärting (Lyophyllum leucophaeatum) är en svampart som först beskrevs av Petter Adolf Karsten, och fick sitt nu gällande namn av Petter Adolf Karsten 1881. Filtsvärting ingår i släktet Lyophyllum och familjen Lyophyllaceae.  Arten är reproducerande i Sverige. Inga underarter finns listade i Catalogue of Life.